# Edward Aggrey-Fynn
Edward Aggrey-Fynn (ur. 24 listopada 1934 w Cape Coast, zm. 7 listopada 2004) – ghański piłkarz grający na pozycji pomocnika. W swojej karierze grał w reprezentacji Ghany.

## Kariera klubowa
W swojej karierze piłkarskiej Aggrey-Fynn grał w klubach Hearts of Oak i Real Republicans FC.

## Kariera reprezentacyjna
W reprezentacji Ghany Aggrey-Fynn zadebiutował w 1960 roku i grał w niej do 1964 roku. W 1963 roku wygrał z reprezentacją Ghany Puchar Narodów Afryki 1963. W finałowym meczu z Sudanem (2:1) strzelił gola. W 1964 roku zagrał na Igrzyskach Olimpijskich w Tokio.

## Kariera trenerska
W 1994 roku Aggrey-Finn był selekcjonerem reprezentacji Ghany. Poprowadził ją w Pucharze Narodów Afryki 1994. Ghana odpadła w ćwierćfinale z Wybrzeżem Kości Słoniowej po porażce 1:2.